# L'Araignée et la Mouche
Pour les articles homonymes, voir The Spider and the Fly.
Pour plus de détails, voir Fiche technique et Distribution.
L'Araignée et la Mouche (The Spider and the Fly) est un court métrage d'animation américain de la série des Silly Symphonies réalisé par Wilfred Jackson, pour Columbia Pictures, sorti le 16 octobre ou 23 octobre 1931.

## Synopsis
Une armée de mouches pénètrent dans la cuisine d'une ferme sous le regard inquiet d'une araignée.

## Fiche technique
- Titre original : The Spider and the Fly
- Titre français : L'Araignée et la Mouche[1]
- Série : Silly Symphonies
- Réalisation : Wilfred Jackson
- Animation :
  - Équipe principale : Les Clark, Rudy Zamora, Dick Lundy, Johnny Cannon, Albert Huerter
  - Équipe de Ben Sharpsteen (scènes d'ouverture et l'armée de mouche) : Harry Reeves, Bill Mason, George Grandpre, Jack Cutting, Dick Williams, Charles Hutchinson, Tat, Frank Tipper, Charles Byrne, Chuck Couch, Marvin Woodward, Joe D'Igalo, Hardie Gramatky
- Décors : Carlos Manriquez, Emil Flohri, Mique Nelson
- Layout : Charles Philippi
- Musique : extraits de Busy Bee (1899) de Theo Bendix, Der Erlkönig de Franz Schubert et l'ouverture de Cavalerie légère de Franz von Suppé
- Production : Walt Disney
- Société de production : Walt Disney Productions
- Société de distribution : Columbia Pictures
- Pays :  États-Unis
- Langue : anglais
- Format : Noir et blanc - 35 mm - 1,37:1 - son mono
- Durée : 7 min 12 s
- Dates de sortie :
  - États-Unis : 16[1] ou 23 octobre 1934[2]
  - France : ?

Source : Walt Disney's Silly Symphonies.

## Commentaires
Ce court métrage est la première Silly Symphony à avoir été réalisée en équipe. Steven Watts classe le film parmi les comédies fantastiques.
C'est aussi un remake scénaristique de Woody goguenarde (1931), repris à nouveau dans Bugs in Love (1932).
Le film a été présenté du 15 au 28 octobre 1931 au Carthay Circle Theater de Los Angeles, en première partie de Consolation Marriage de Paul Sloane et à partir du 19 octobre 1931 au Roxy de New York en première partie de The Rainbow Trail de David Howard. Il a également été diffusé lors de l'inauguration du Paramount Theatre à Oakland le 16 décembre 1931. Le copyright a été déposé le 19 octobre 1931.